# زهرا صدراعظم نوری
زهرا صدراعظم نوری (متولد ۱۳۴۱ در تهران) فعال سیاسی اصلاح‌طلب، عضو شورای شهر تهران در دوره پنجم و اولین شهردار زن در جمهوری اسلامی ایران است. او در سال ۱۳۷۵ با حکم غلامحسین کرباسچی به‌عنوان شهرداری منطقه ۷ تهران منصوب شد. صدراعظم نوری که دکترای مدیریت محیط زیست دارد، در سال 1382 برای اولین بار محیط زیست شهر تهران را راه اندازی کرد . وی با اجرای طرح پایش واحدهای صنعتی،خدماتی،درمانی اقدامات موثری در جلوگیری از آلودگی شهر تهران انجام داد.زهرا صدراعظم نوری به واسطه اقدامات مختلف در حوزه محیط زیست در سال 1383به عنوان مدیر نمونه کشوری برگزیده شد.  وی در سال 1392مشاور رئیس سازمان حفاظت محیط زیست ایران  بود.
او برای شرکت در انتخابات شورای شهر تهران در سال ۱۳۹۶ نامزد شد و در لیست امید قرار گرفت. صدراعظم نوری در انتخابات شوراها در سال ۱۳۹۲، به‌عنوان عضو علی‌البدل شورای شهر تهران انتخاب شد.وی رئیس کمیسیون محیط زیست و سلامت شورای شهر تهران ،همچنین نماینده شورا در کمیسیون حفظ فضای سبز و باغات بوده‌است. او با همکاری دو کمیسیون محیط زیست و شهرسازی شورای شهر دوره پنجم موفق شد مصوبه برج باغ (که موجب نابودی ده ها هکتار باغ و فضای سبز تهران شذه بود) لغو و لایحه خانه باغ را تصویب کند.  